# Rio São Miguel (vattendrag i Brasilien, Minas Gerais, lat -20,13, long -45,63)
Rio São Miguel är ett vattendrag i Brasilien.   Det ligger i delstaten Minas Gerais, i den sydöstra delen av landet, 500 km sydost om huvudstaden Brasília.
Omgivningen kring Rio São Miguel är huvudsakligen savann. Området är ganska glesbefolkat, med 24 invånare per kvadratkilometer.